# 赤川房信
赤川 房信（あかがわ ふさのぶ）は、戦国時代の武将。毛利氏の家臣。赤川親定の嫡男。子に毛利氏の重臣である赤川就秀、赤川元保、赤川元久らがいる。

## 生涯
安芸国高田郡吉田を本拠地とする国人・毛利氏の譜代家臣である赤川親定の嫡男として生まれる。
明応10年（1501年）4月4日、「自分之役」を末代まで与えるが、京や筑紫またはこちらも一般用所であるため、本領役を申し付ける時はそれと同様とする旨の証文を毛利弘元から与えられる。
永正4年（1507年）1月27日、安芸国高田郡の高田原における合戦において槍を用いて武功を挙げ、2月2日に毛利興元から感状を与えられる。
没年は不明。長男の房景は早世し、次男の元光は永正13年（1516年）に戦死したため、三男の就秀が家督を相続した。

## 系譜
- 父：赤川親定（?-?）
- 母：志道氏の娘（?-?）
- 正室：坂広秋の娘（?-?）
  - 長男：赤川房景（?-?） - 早世。
  - 長女
  - 次男：赤川元光（?-1516）
  - 三男：赤川就秀（?-1592）
  - 四男：赤川元保（?-1567）
  - 次女：桂某の室
  - 五男：赤川元久（?-1567）
  - 六男：長沼元忠（?-?）